# イスマエル・カマガテ
イスマエル・カマガテ（Ismaël Kamagate, 2001年1月17日 - ）は、フランスのパリ出身のプロバスケットボール選手。ポジションはセンター。

## 経歴

### 生い立ち・ユース
フランスで生まれ育つ。両親は共にコートジボワール出身。幼少期はサッカーのゴールキーパーをしており、11歳の頃からバスケを始めた。12歳で地元のローカルクラブのユースチームに入団し、その後はメトロポリタンズ92、オルレアンのユースチームでプレーした。

### パリ・バスケットボール(2019-2023)
2019年7月27日にLNBのパリ・バスケットボールと契約した。
2020-21シーズンにはLNB史上最年少でオールスターゲームに選出された。また、2021年10月7日の試合ではLNB歴代2位となる1試合9ブロックを記録した。
2021-22シーズンはLNBの最優秀守備選手賞を受賞した。シーズン終了後に2022年のNBAドラフトへエントリーした。